# Hugues XI de Lusignan
Pour les articles homonymes, voir Hugues de Lusignan.
Hugues XI le Brun, naît vers 1221 et décède le 6 avril 1250 lors de la bataille de Fariskur au cours de la septième croisade. Il est membre de la haute aristocratie poitevine, de la première moitié du XIIIe siècle, issu de la maison de Lusignan dont il est l'héritier direct.
Hugues XI le Brun est seigneur du Pallet et comte de Penthièvre (de jure uxoris) par son mariage avec Yolande de Bretagne en 1236. Il hérite du comté d'Angoulême en 1246, au décès de sa mère. En 1248, son père lui lègue le comté de la Marche et la seigneurie de Lusignan mais en garde l'usufruit de son vivant,,.

## Biographie

### Famille
Hugues XI le Brun est le fils de Hugues X de Lusignan  (v. 1182-5 juin 1249), comte de la Marche et d'Isabelle Taillefer (v. 1188/1192-4 juin 1246), comtesse d'Angoulême et reine consort d'Angleterre, veuve du roi Jean sans Terre (1166-1216). Hugues XI le Brun est de ce fait le frère utérin du roi Henri III d'Angleterre (1207-1272) et de Richard de Cornouailles (1209-1272), roi des Romains.
Ses frères cadets, Guillaume Ier de Valence (v. 1227-1296) et Aymar de Lusignan (1228-1260) deviennent respectivement comte de Pembroke (1247-1296) et évêque-élu de Winchester (1250-1260) en Angleterre.
Son beau-frère est le comte de Richmond, duc de Bretagne, Jean Ier (1217/18-1286), fils de Pierre Mauclerc et d'Alix de Thouars.

### Fiançailles et union
Hugues le Brun est fiancé, en 1225, avec la fille du comte de Toulouse, Jeanne ; mais le roi de France Louis VIII et le légat du Pape font obstacle à cette alliance. Un autre projet de mariage, décidé lors du traité de Vendôme en 1227, avec Isabelle de France, sœur de Louis IX, reste également sans exécution.
En 1236 ses parents, Thibaut IV de Champagne, roi de Navarre, et Pierre Mauclerc duc-baillistre de Bretagne et comte de Richmond  signent une alliance,. La même année, Hugues le Brun épouse finalement Yolande de Bretagne, fille de Pierre Mauclerc. Ce dernier dote sa fille de la seigneurie du Pallet, et du comté de Penthièvre, à l'exception de Jugon, confisqué à son rival Henri Ier d'Avaugour en 1214,.

### La guerre de Saintonge
Hugues le Brun participe au soulèvement de la noblesse saintongeaise et poitevine, organisé par ses parents, contre Alphonse le nouveau comte de Poitou, frère de Louis IX. Hugues X et Isabelle d'Angoulême reçoivent le soutien d'Henri III d'Angleterre qui souhaite reconquérir l'héritage familial aquitain. À la fin du mois de juin 1242, à Tonnay-Charente, Henri III débarque sur le continent et adoube deux de ses demi-frères.
Cependant, la réaction capétienne est foudroyante : Louis IX et son frère Alphonse attaquent les châteaux de Geoffroy II de Lusignan. Fontenay est pris en peu de temps et Vouvant est investi le 6 juin, marquant la reddition de Geoffroy. Mais surtout l'ost royal s'empare de la forteresse de Frontenay considérée comme inexpugnable à l'époque et défendue pendant deux semaines par le demi-frère aîné d'Hugues le Brun, fils naturel de son père,.

#### La bataille de Taillebourg
Le 19 juillet, à Taillebourg, les armées française et anglo-saintongeaise se font face de chaque côté du pont qui relie les rives de la Charente. Le 21 juillet, la bataille de Taillebourg se résume en une charge massive des chevaliers français qui déboulent du château et bousculent leurs adversaires, contraints de fuir,,.

#### La bataille de Saintes
Le 22 juillet, sous les murs de Saintes, se déroule la bataille décisive. Hugues le Brun participe aux combats aux côtés de son père et de ses frères Guy et Geoffroy. Ils attaquent les fourrageurs français qu'ils mettent en déroutent,. Cependant, les Anglo-Saintongeais sont défaits et abandonnent Saintes,. L'ensemble des membres de la famille Lusignan est vaincu.

#### Le traité de Pons (1242)
Le 29 juillet 1242, Hugues le Brun se rend au camp du roi de France à Pons pour négocier la fin des hostilités. Il est retenu en otage en attendant la reddition de ses parents. Le 30 juillet à Pons, Hugues X de Lusignan et Isabelle d'Angoulême se soumettent avec leurs enfants à Louis IX avant de rendre hommage à Alphonse de Poitiers.
Le 1er août 1242, le règlement de la révolte féodale est sévère pour les Lusignan : un tiers des domaines familiaux est confisqué. Le 3, Louis IX impose en outre à Hugues X la remise pour quatre ans de ses châteaux de Merpins et Château-Larcher, pour huit ans du château de Crozant, à charge pour ses parents de payer les frais de garde,,,. De plus, ses quatre frères devront prêter hommage au comte de Poitou pour les possessions qu'ils recevront de leurs parents,, affaiblissant encore plus le lignage principal dont il est l'héritier.

### Vie politique
En 1246, Hugues XI est à la tête d'une ligue formée par la noblesse de France pour arrêter les entreprises du clergé,.
Avant que son père accompagne Louis IX en croisade, il obtient d'Alphonse de Poitiers, en août 1248, qu'il recevoir Hugues le Brun pour qu'il lui prête hommage pour le comté de la Marche,. Le 13 novembre 1248, à Paris, du vivant de son père parti en Egypte, Hugues XI fait hommage à Alphonse, comte de Poitiers pour le comté de la Marche et la seigneurie de Lusignan,. Il en devient le titulaire au décès de son père l'année suivante.
Le 15 janvier 1249, son demi-frère, Henri III, lui assigne une rente de 400 marcs d'argent,.

### Croisade, décès et sépulture
Le 24 juin 1249, sont minutieusement réglées les conditions auxquelles le nouveau comte de la Marche doit servir le comte de Poitiers à la croisade avec une compagnie de onze chevaliers,. Alphonse, en retour, lui verse une rente héréditaire de 600 livres tournois,. Sous la bannière d'Alphonse de Poitiers, Hugues XI le Brun arrive en Égypte alors que les croisés ont déjà pris Damiette. Armée de renforts, entourée de chevaliers poitevins ainsi que de Pierre Mauclerc et de chevaliers de Bretagne, cette arrivée permet aux croisés de reprendre l’offensive le 8 février 1250 et de remporter une victoire à la Pyrrhus à Mansourah, au prix de nombreuses vies. Privée de sa flotte, coulée par les navires ayyoubides, atteinte par la famine et les épidémies, l'armée croisée bat en retraite le 5 avril vers Damiette. Le 6 avril 1250 l'avant-garde de l'armée royale, dans laquelle se trouve Hugues XI le Brun, est décimée à Fariskur par les forces mamelouks de Baybars. Hugues XI décède lors de cette bataille et le roi est fait prisonnier.
Hugues XI le Brun semble avoir été enseveli à l'Abbaye Notre-Dame de La Couronne dans la chapelle des apôtres,.

## Mariage et descendance

### Yolande de Bretagne
Hugues XI le Brun épouse, en 1236, Yolande de Bretagne (1218-15 oct. 1272), comtesse de Penthièvre, fille de Pierre de Dreux dit Mauclerc (v. 1187-1250), et d'Alix de Thouars (1200-1221), duchesse de Bretagne et comtesse de Richmond en Angleterre (1203-1221). Elle est issue de la maison capétienne de Dreux et descend du roi Louis VI le Gros. Yolande fut jusqu'en janvier 1239 l'unique héritière du duché de Bretagne.

### Postérité
De cette union naissent six enfants :
- Isabelle de Lusignan[57] ou Isabelle de la Marche[58] (av. 1239-18 fév.. ap. 1314), dame douairière de Marcillac (ap. 1256-1304), Commequiers et Beauvoir (ap. 1263-ap. 1314). Elle épouse, vers 1251, en premières noces Geoffroy VI de Rancon dit le Jeune (av. 1241-1263), seigneur de Taillebourg. Veuve, elle épouse en secondes noces (entre 1263 et 1267) Maurice III de Montaigu[59] (av. 1225-1274), seigneur de Belleville, Commequiers, La Garnache et Montaigu[60],[61],[62].
- Hugues XII de Lusignan (av. 1241-ap. 25 août 1270), comte de la Marche et d'Angoulême, marié le 29 janvier 1254 à Jeanne de Fougères (av. 1242-ap. 1273), dame de Fougères et de Porhoët avec qui il a six enfants connus. Il décède lors de la huitième croisade.
- Alix de Lusignan dite de la Marche[58] (av. 1241-1290), mariée en 1253 à Gilbert II de Clare (1243-1295), 7e comte de Gloucester et comte de Hertford avec qui elle a deux filles.
- Marie de Lusignan (1242-ap. 1266) fiancée à l'âge de sept ans, à Westminster en 1249, à Robert III de Ferrières[63] (1240-1279), 6e comte de Derby. La présence de Marie en Angleterre, où elle demeure en attendant d'avoir l'âge de se marier, est attestée en 1254[64],[65]. Son union avec Robert III reste sans postérité.
- Guy de Lusignan[57] ou Guy de la Marche[58] (v. 1243-août 1310/août 1311), seigneur de Couhé, Peyrat (av. 1271-août 1310/août 1311), La Fère-en-Tardenois (1272-1298), puis de Frontenay (1298-août 1310/août 1311)[66].
- Yolande de Lusignan[57] ou Yolande de la Marche[58],[67],[68] (av. 1250-10 nov. 1306), mariée à Pierre Ier (?-ap. oct. 1294), seigneur de Préaux, de la Maison de Préaux en Normandie[69],[61].

## Sceaux et armoiries
Hugues XI reprend le sceau institué par son père Hugues X. Il change de sceau vers 1248 mais pour un type (avers et revers) quasi identique à l'exception de la taille (66 mm au lieu de 55 mm pour le premier) et par d'infimes détails comme la longueur du bras droit, très étiré sur le second sceau. Ce second sceau, attesté en 1248 et en 1249, porte le titre de comte de la Marche, le revers affiche les armes brisées des lionceaux de vingt burelles.

### Sceau [1246-1247]
Avers : Rond, 55 mm,,,,,.
Description : Type équestre de chasse à droite, le cheval au galop, le cavalier, vêtu d'une cotte et d'un surcot, tient les rênes de la main gauche et de la droite un petit chien debout sur la croupe du cheval, dans le champ à droite, un cor.
Légende : ...VGONIS...
Contre-sceau : Rond, 55 mm,,,,,.
Description : Écu burelé de dix-sept pièces, chargé de six lions posés en orle.
Légende : .....M • HVGON.....

### Sceau [v. 1247]
Avers

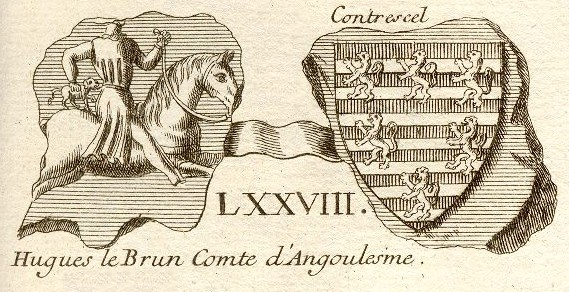
Sceau et contre-sceau d'Hugues XI le Brun, comte d'Angoulême

Description : Type équestre de chasse à droite, le cheval au galop, le cavalier, vêtu d'une cotte et d'un surcot, tient les rênes de la main gauche et de la droite un petit chien debout sur la croupe du cheval.
Légende : Détruite.
Contre-sceau
Description : Écu burelé de quinze pièces, chargé de six lions posés en orle.
Légende : Détruite.

### Sceau [1248-1249]
Avers : Rond, 66 mm,,,.
Description : Type équestre de chasse à droite, le cheval au galop, le cavalier, vêtu d'une cotte et d'un surcot, tient les rênes de la main gauche élevée et de la droite un petit chien debout sur la croupe du cheval, dans le champ à droite, un cor suspendu à son cou.
Légende : ✠ SIGIL … UGONIS MARCH…
Légende transcrite : Sigillum... Ugonis comitis Marchie...
Contre-sceau : Rond,,,.
Description : Écu burelé de vingt pièces, chargé de six lions posés en orle.
Légende : … M • HVGON … COMIT … 

### Armoiries [1246-1247]
| Blason | Blasonnement : Écu burelé d'argent et d'azur de dix-sept pièces, chargé de six lions de gueules posés en orle Commentaires : Blason d'Hugues XI le Brun, comte d'Angoulême, d'après les empreintes d'un contre-sceau entre 1246 et 1247. |

Références,,,,,

### Armoiries [v. 1247]
| Blason | Blasonnement : Écu burelé d'argent et d'azur de quinze pièces, chargé de six lions de gueules posés en orle Commentaires : Blason d'Hugues XI le Brun, comte d'Angoulême, d'après l'empreinte d'un contre-sceau dessinée par Dom Hyacinthe Morice au XVIIIe siècle. |

Référence

### Armoiries [1248-1249]
| Blason | Blasonnement : Écu burelé d'argent et d'azur de vingt pièces, chargé de six lions de gueules à la queue nouée posés en orle Commentaires : Blason d'Hugues XI le Brun, comte de la Marche, d'après les empreintes d'un contre-sceau entre 1248 et 1249. |

Références,,,

## Sources et bibliographie

### Sources sigillographiques
- SIGILLA : base numérique des sceaux conservés en France, « Hugues XI de Lusignan », sur sigilla.irht.cnrs.fr, Cnrs / IRHT. [lire en ligne]
- Sigillographie du Poitou jusqu'en 1515 : étude d'histoire provinciale sur les institutions, les arts et la civilisation d'après les sceaux, éd. François Eygun, Poitiers, Société des Antiquaires de l'ouest, 1938, pl. XIII, no 421-424, p. 219-220.